# Martha Mejía
Martha Eugenia Mejía Meza (* 11. April 1992 in Colima) ist eine mexikanische Handballspielerin, die in der Disziplin Beachhandball als Linksaußen seit 2019 Stammspielerin der mexikanischen Nationalmannschaft ist.

## Hallenhandball
Martha Mejía spielte für das Instituto Superior de Educación Normal de Colima (ISENCO) in ihrer Geburtsstadt Colima, einer der Hochburgen Mexikos im Handball. Aufgrund ihres Studiums wechselte sie nach einer Zwischenstation am Centro Nacional de Alto Rendimiento (CNAR) in Mexiko-Stadt zu Tigres de UANL, dem Verein der Universidad Autónoma de Nuevo León, der staatliche Universität des Bundesstaats Nuevo León, mit Sitz in Monterrey, einem weiteren Spitzenverein Mexikos. Mit der Mannschaft Colimas gewann Mejía 2010 bei der mexikanischen Nachwuchs-Olympiade den Titel in ihrer Altersklasse, 2017 gewann sie Bronze mit der Mannschaft der UANL. 2016 nahm sie mit UANL erfolgreich an der nationalen Universiade teil.
Mejía spielte 2010 für die Nachwuchs-Nationalmannschaft Mexikos bei den Zentralamerikanischen Meisterschaften in Costa Rica, wo ein Startplatz für das Qualifikationsturnier in Buenos Aires für die U-20-Handball-Weltmeisterschaft der Frauen 2010 in Südkorea erreicht wurde, wo Mejía aufgrund einer Verletzung jedoch nicht teilnehmen konnte.

## Beachhandball
Ihre weitaus größeren Erfolge feierte Mejía bislang im Beachhandball, wo sie auf dem linken Flügel spielt und damit mit Edna Uresty die Flügelzange bildet, aber weniger Torgefährlich ist. Im Beachhandball nimmt Mexiko, abgesehen von einem ersten kurzen Gastspiel bei den Panamerika-Meisterschaften 2014 in Asunción, erst seit 2018 regelmäßig an internationalen Wettbewerben teil. Für den ersten, die letztmals ausgetragenen Panamerika-Meisterschaften 2018 in Oceanside, wurde sie noch nicht in das zehnköpfige Aufgebot Mexikos berufen. Bei der WM in Kasan gehörte Mejía dann erstmals zum mexikanischen Aufgebot und gab ein eindrucksvolles internationales Debüt. Mexiko verlor alle Vorrundenspiele, wobei einzig gegen Vietnam ein Satzgewinn gelang und auch in der Trostrunde wurden zwei der drei Spiele verloren, nur gegen die Vereinigten Staaten gelang ein prestigeträchtiger Sieg. Es folgten die Platzierungsspiele, in denen zunächst Taiwan geschlagen und schließlich gegen Uruguay verloren und der 12. Platz belegt wurde.
Im Jahr darauf gewann Mejía bei den das erste Mal ausgetragenen Nordamerika- und Karibikmeisterschaften 2019 in Chaguanas auf Trinidad und Tobago mit Mexiko nach einer Finalniederlage gegen die USA die Silbermedaille. Damit war die erneute Qualifikation für die Weltmeisterschaften 2020 in Pescara verbunden, die jedoch aufgrund der COVID-19-Pandemie ausfielen. Nach einer längeren Spielpause durch die Pandemie lief der internationale Spielbetrieb für Mexiko erst wieder zu den Nor.Ca. Beach Handball Championships 2022 an. Dieses Mal erreichte Mexiko mit Mejía erneut das Finale gegen die USA, konnte es dieses Mal aber vor eigenem Publikum in Acapulco auch gewinnen. Damit qualifizierte sich Mexiko nicht nur für die Weltmeisterschaften 2022 in Iraklio auf Kreta, sondern auch für die World Games 2022 in Birmingham und die erstmals ausgetragenen Beachgames Zentralamerikas und der Karibik 2022 in Santa Marta, Kolumbien. Bei allen drei Turnieren gehörte Mejía zur Mannschaft Mexikos.
Bei der WM verlor Mexiko erneut alle seine drei Vorrundenspiele und konnte auch in der Trostrunde – dieses Mal gegen Australien – nur eines der Spiele gewinnen. Auch bei den Platzierungsspielen folgten zunächst Niederlagen gegen Thailand und Vietnam, womit Mexiko nur dank eines abschließenden erneuten Sieges über Australien den letzten Platz vermied. Nur etwa zwei Wochen später folgten schon die World Games. Mexiko verlor vier seiner fünf Gruppenspiele und auch im anschließenden Spiel um den fünften und damit vorletzten Rang wurde einzig wie bei der WM Australien geschlagen. In neun Turnierspielen traf Mejía zu 24 Punkten und war damit hinter der Pivot Itzel Vargas, Uresty und Specialist Claudia Macías Hermosillo viertbeste mexikanische Torschützin. Jahresabschluss wurde das Turnier bei den Central American and Caribbean Sea and Beach Games. Mexiko gewann hier die ersten vier seiner fünf Vorrundenspiele und verlor nur das letzte Spiel gegen Puerto Rico, nachdem der erste Platz nicht mehr zu nehmen war. Nach einem etwas wackeligen Sieg im Halbfinale über die Dominikanische Republik stand ein sicherer Sieg im Finale über die Gastgeberinnen aus Venezuela und damit der zweite Titelgewinn des Jahres. Bei diesem Turnier war Mejías Part defensiver, sie traf in sieben Spielen zu nur acht Punkten.

## Erfolge
| World Games - 2022: 5. Weltmeisterschaften - 2018: 12. - 2022: 15. | Nordamerika- und Karibikmeisterschaften - 2019: 2. - 2022: 1. Beachgames Zentralamerikas und der Karibik - 2022: 1. |

## Belege und Anmerkungen
1. ↑  Candelario González: Colimotes Medallistas en Handball de Universiada Nacional. In: MAG Deportes. 12. Mai 2017, abgerufen am 6. Januar 2023 (spanisch).
2. ↑  UANL: Con paso perfecto en handball femenil. Abgerufen am 6. Januar 2023 (mexikanisches Spanisch).
3. ↑  Arrasa Handball en los PED 2010. In: hemerotecaelcomentario.ucol.mx. 2010, abgerufen am 6. Januar 2023 (spanisch).
4. ↑  Edición del martes 6 de marzo de 2018 by El Comentario - Issuu. Abgerufen am 2. Dezember 2022 (englisch).
5. ↑  Candelario González: Se Presenta México en Mundial de Handball de Playa. In: MAG Deportes. 23. Juli 2018, abgerufen am 18. November 2022 (spanisch).
6. ↑  IHF | USA double-winners in the Caribbean. Abgerufen am 2. Dezember 2022.
7. ↑  Va Colima y México al mundial de handball de playa femenil, en Grecia. Abgerufen am 19. November 2022 (spanisch).
8. ↑  Mexikanische Delegation
9. ↑  Mexikanische Kader bei den Beachgames Zentralamerikas und der Karibik 2022

| Personendaten    | Personendaten                                   |
| ---------------- | ----------------------------------------------- |
| NAME             | Mejía, Martha                                   |
| ALTERNATIVNAMEN  | Mejía Meza, Martha Eugenia (vollständiger Name) |
| KURZBESCHREIBUNG | mexikanische Handballspielerin                  |
| GEBURTSDATUM     | 11. April 1992                                  |
| GEBURTSORT       | Colima                                          |